# Famiglia monogenitoriale
Con famiglia a genitore unico o anche educatore unico si definisce la situazione in cui un solo genitore si occupa dell'educazione di figli minorenni. Si tratta perciò di padri e madri divorziati, celibi, vedovi, per molto tempo separati e che non vivono insieme ad un altro adulto in una comunità domestica comune. Il bambino, quindi, ha come unica persona di riferimento il genitore che vive con lui. Con l'altro genitore (finché questo è ancora vivo e non ha ancora costituito un rapporto col bambino) ci sono spesso solo contatti di visita sporadici. Questi possono essere chiariti in caso di contenzioso dal tribunale di famiglia.

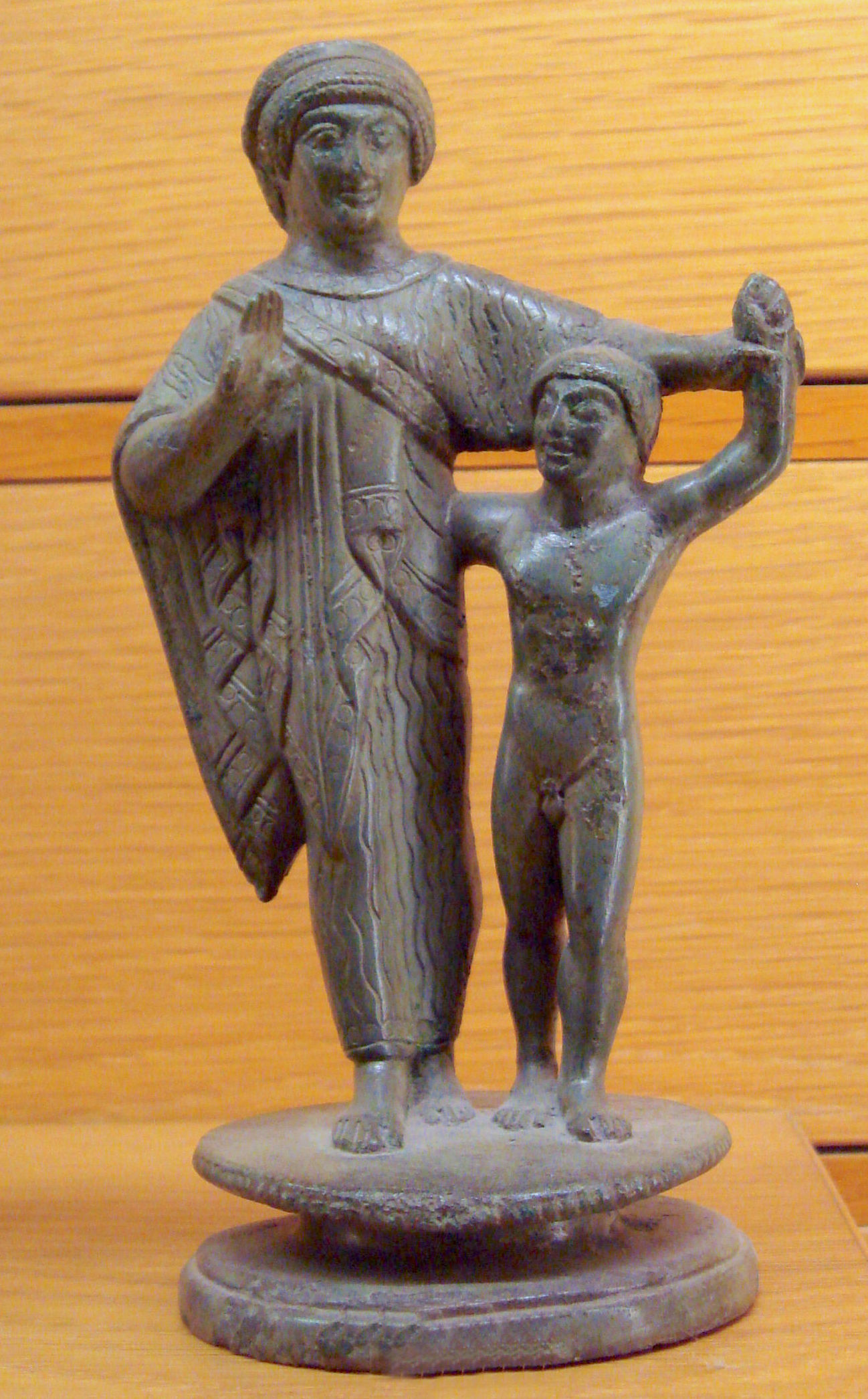
Gruppo etrusco di madre e figlio, prima metà del V sec. a.C. Parigi, museo del Louvre

Anche se entrambi i genitori hanno il diritto di sostegno (sostegno genitoriale) in senso giuridico (non tuttavia il diritto di regolamento di soggiorno, che dal 1º luglio 1998 nella repubblica federale di Germania anche dopo un divorzio costituisce il caso più normale), il bambino vive nella regola presso uno dei due genitori, che ne esercita di fatto l'unica funzione di allevamento essenziale.
Gli educatori unici hanno, per quanto l'altro genitore non adempia al suo obbligo di alimenti anche solo irregolarmente, per bambini sotto i 12 anni il diritto all'acconto sul sostentamento. La situazione tributaria degli educatori unici (classe tributaria 2) è diventata meno a buon mercato dopo una decisione del tribunale costituzionale federale.
Educatori unici "non proprio veri" sono genitori nel cui nucleo familiare vivono ancora altre persone maggiorenni (p.e. nonni del figlio o della figlia; coniugi non sposati, ecc). Qui solo uno dei genitori ha il diritto di sostentamento giuridico e perciò l'obbligo di allevamento, mentre le altre persone di una tale famiglia plurigenerazionale, o del tipo patchwork, sono impegnate regolarmente alle effettive misure di allevamento.
Gli educatori unici vivono più spesso come genitori sposati al di sotto della soglia di povertà, poiché mancano le entrate del coniuge.
In Italia, l'assegno è generalmente erogato da Comuni e/o Province, secondo regolamenti decisi dai singoli enti locali, senza nessuna uniformità di regole a livello nazionale. Per legge, è dovuto a ogni madre un contributo una tantum alla nascita del figlio di circa 1.500 euro.
Per quanto riguarda i contributi per le ragazze madri, nulla è dovuto per la legge italiana a una madre, nemmeno minorenne, che non dispone di un reddito adeguato al mantenimento del figlio; né al padre in difficoltà economiche, nel caso di madre che dà il figlio in affido e padre che accetta di riconoscerlo; né nel caso di sopraggiunta morte di uno dei genitori biologici.
I contributi erano previsti dall'art. 4 lettera c) del R.D.L. n.798/1927 (abrogato col "Taglialeggi"), con competenza conferita prima alle Province dalla Legge n. 67 del 18/03/1993, e poi ai Comuni con l'art. 56 commi 1 e 2 della Legge 11 del 23/10/2007, sempre in assenza di un quadro normativo armonico dei requisiti e dei benefici.
Fra i requisiti non necessariamente è previsto il mancato riconoscimento paterno, la richiesta giudiziale di un accertamento di paternità verso i padri presunti, ovvero il risarcimento da parte del padre biologico del contributo per ragazza-madre in caso di successivo riconoscimento del figlio naturale.
I regolamenti degli enti locali prendono in considerazione requisiti quali l'età e il reddito del genitore (cumulati con il reddito eventuale del figlio). 

In molti casi il diritto al sussidio è esteso alle donne in difficoltà economiche senza un preciso requisito di età, ovvero anche ai padri biologici a patto che l'altro partner non abbia riconosciuto legalmente il figlio all'atto della nascita.
Per prevenire gli abusi, il sussidio è limitato ai figli riconosciuti legalmente soltanto da uno dei genitori biologici (in genere, la madre), escludendo in questo modo dal contributo quelle coppie conviventi che in passato evitavano di sposarsi, per non cumulare i redditi e rientrare nelle fasce degli aventi diritto.
Il codice civile prevede che il giudice del Tribunale dei Minori possa dichiarare lo stato di adottabilità, qualora il genitore o la coppia non dispongano di un reddito adeguato al mantenimento del figlio, anche nel caso in cui il minore sia stato riconosciuto da entrambi i genitori biologici.
Si configura il reato di falso in atto pubblico e truffa, nei casi in cui il padre biologico non riconosce il minore e la coppia è effettivamente convivente: sono elementi di prova rilevanti il cognome del minore e gli appellativi con i quali si rivolge ai famigliari, la residenza e coabitazione, il conferimento di beni o denaro alla madre e al figlio disconosciuto. Nei casi più critici, il giudice può disporre esami genetici ed ematici obbligatori per accertare la reale paternità.
La giurisprudenza ha più volte rilevato l'iniquità di questa norma che non considera l'interesse legittimo e il grave trauma psicologico del minore sottratto alla sua famiglia di origine, e inoltre non prevede che il contributo erogato dallo Stato agli istituti (religiosi o pubblici) affidatari, possa essere destinato direttamente ai genitori biologici prima di dichiarare l'adottabilità, ovvero, a parità o con minori oneri per lo Stato, ad integrazione del reddito di coppie disponibili e idonee all'adozione, fino al raggiungimento della soglia di reddito minimo ritenuta inderogabile.
Appare chiaramente discriminatoria e illegittima, in primis verso il minore e poi verso il genitore escluso, una disciplina che riservi un sussidio alle sole madri, alle sole famiglie monogenitoriali, ovvero interponga un requisito di età anagrafica. 

Non vi sono particolari ragioni per escludere a priori dal sostegno economico minori appartenenti a famiglie dove sono presenti entrambi i genitori biologici, oppure nelle quali il genitore affidatario del minore convive con un altro partner senza superare il requisito di reddito. 

Proseguendo con queste analisi, il contributo per ragazze madri e per la maternità confluiscono in un unico sostegno e disciplina comuni per i minori, genericamente appartenenti a famiglie mono o plurigenitoriali in difficoltà economiche.

Con questo tipo di approccio, è affrontata la tematica del sostegno famigliare in altri Paesi dell'Unione Europea, sebbene altre nazioni -come Francia, Regno Unito, Germania e Olanda- riservino un contributo alle sole madri, a prescindere dall'età e dal reddito.
La normativa, come accaduto nel Regno Unito e in Sudamerica, può trasformarsi in un incentivo economico a una maternità precoce e non responsabile.